# Castino
Castino est une commune de la province de Coni dans le Piémont en Italie.

## Administration
| Période                                  | Période  | Identité       | Étiquette       | Qualité |
| ---------------------------------------- | -------- | -------------- | --------------- | ------- |
| 14 juin 2004                             | En cours | Enrico Paroldo | Orizzonti Nuovi |         |
| Les données manquantes sont à compléter. |          |                |                 |         |

### Communes limitrophes
Borgomale, Bosia, Cortemilia, Mango, Perletto, Rocchetta Belbo, Trezzo Tinella, Vesime